# Енгранд-Ле-Френ-сюр-Луар
Енгранд-Ле-Френ-сюр-Луар (фр. Ingrandes-Le Fresne sur Loire) — муніципалітет у Франції, у регіоні Пеї-де-ла-Луар, департамент Мен і Луара. Енгранд-Ле-Френ-сюр-Луар утворено 1 січня 2016 року шляхом злиття муніципалітетів Ле-Френ-сюр-Луар i Енгранд. Адміністративним центром муніципалітету є Енгранд. Населення — 2687 осіб (01.01.2020).